# Neuhausen (Saxônia)
Neuhausen é um município da Alemanha, situado no distrito de  Mittelsachsen, no estado da Saxônia. Tem 48,03 km² de área, e sua população em 2019 foi estimada em 2.592 habitantes.